# Atadamı
Atadamı (kurd. Giridin, auch Gire Dêm) ist ein Dorf im Landkreis Diyadin der türkischen Provinz Ağrı mit 52 Einwohnern (Stand: Ende 2024). Atadamı liegt auf 2.500 m über dem Meeresspiegel, 48 km südlich der Kreisstadt am Fuße des Tendürek.
In Atadamı gibt es eine Moschee und eine Grundschule, die nicht genutzt wird. Die Wege zum Dorf sind vier bis fünf Monate im Jahr unpassierbar.
Im Jahre 2000 wohnten in Atadamı 197 Menschen und im Jahr 2008 insgesamt 58 und 2009 noch 32.